# دوري كرة القدم النرويجي الدرجة الأولى 1980
دوري كرة القدم النرويجي الدرجة الأولى 1980 (بالنرويجية: 2. divisjon fotball for menn 1980)‏ هو الموسم 32 من الدوري النرويجي الدرجة الأولى. أشرف على تنظيمه اتحاد النرويج لكرة القدم، وكان عدد الأندية المشاركة فيه 24، وفاز فيه Hamarkameratene ‏.